# Iscrizioni di Bir el Qutt

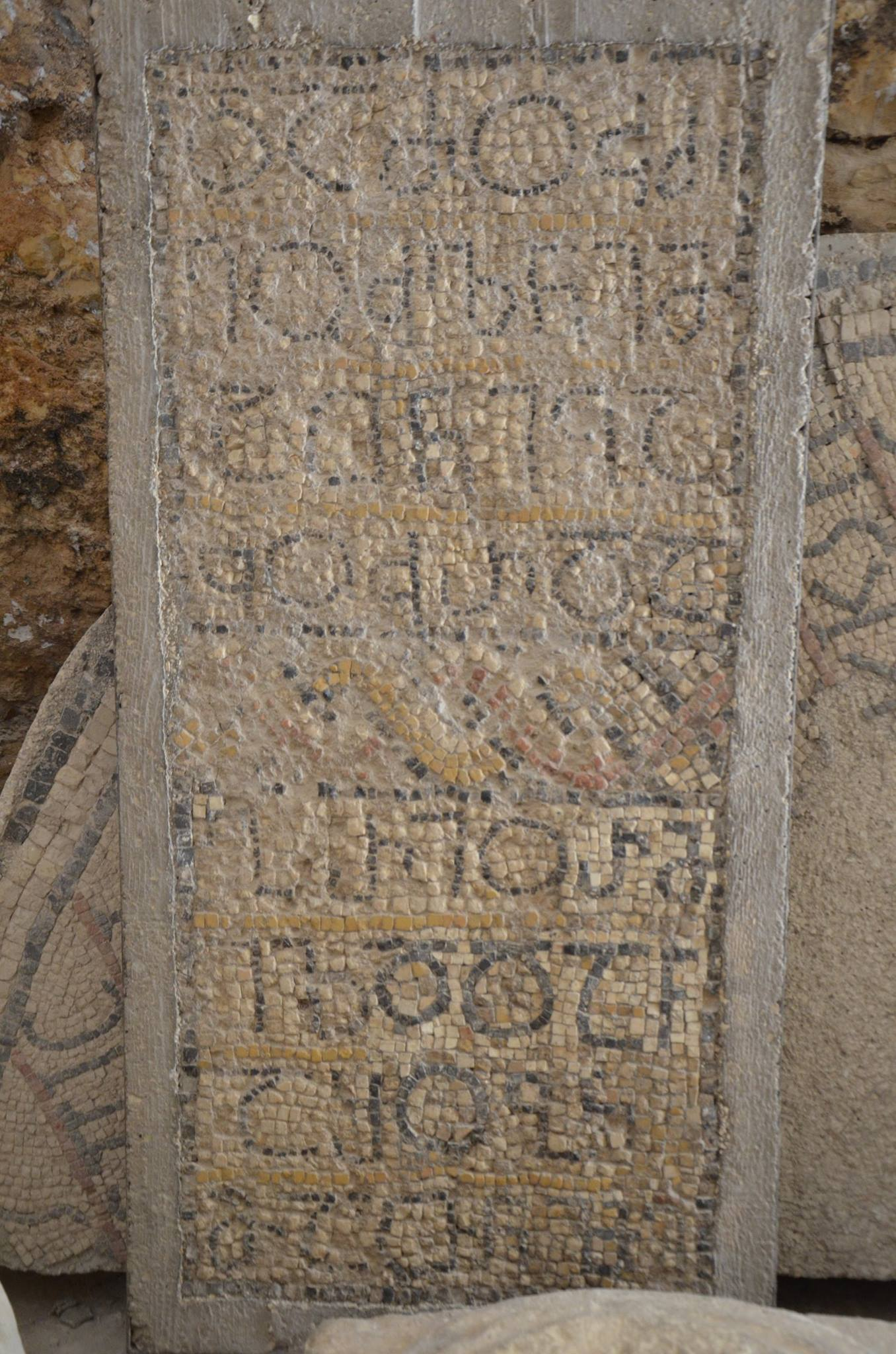
Iscrizione n. 1

Le iscrizioni di Bir el Qutt (in georgiano ბირ ელ ქუტის წარწერები?) sono presenti su un antico mosaico bizantino e scritte in georgiano Asomtavruli. Il mosaico fu trovato negli scavi del monastero di San Teodoro nel 1952, che vennero condotti dall'archeologo italiano Virgilio Canio Corbo vicino Bir el Qutt, nel Deserto della Giudea, a 6 km. a sud-est di Gerusalemme e a 2 km. a nord di Betlemme. L'intero complesso era stato costruito in calcare.
Le iscrizioni in lingua georgiana si trovavano in pavimento musivo. Due iscrizioni sono datate all'anno 430 e una terza al 532. Le iscrizioni in memoriam menzionano Pietro l'Iberico assieme a suo padre, e anche Bacurio l'Iberico che si pensa possa essere stato un possibile prozio materno o nonno di Pietro. Si dice che Pietro fosse stato il fondatore del monastero.
Finora, le prime due incisioni sono le più antiche iscrizioni georgiane esistenti e sono conservate presso il museo dello Studium Biblicum Franciscanum a Gerusalemme. L'iscrizione 2, che menziona Pietro l'Iberico, è attualmente mancante.

## Iscrizioni

### Iscrizione 1
ႤႭჃႪႬႨ Ⴋ

ႠႧႬႨ ႡႠ

ႩႭჃႰ ႣႠ

ႢႰႨ ႭႰႫ

ႨႦႣ ႣႠ Ⴌ

ႠႸႭႡႬႨ

ႫႠႧႬႨ Ⴕ»
- Traduzione: "Gesù Cristo, abbi pietà di Bacurio e di Griormizd e dei loro discendenti."[19][20][21]
- Datata: 430

### Iscrizione 2
Ⴄ ႫႠႰ Ⴌ ႣႠ ႡႭჃ

ႰႦ Ⴌ ႤႬ ႠႫႨ»
- Translation: ""San Teodoro, abbi pietà di Pietro e Burzen, Amen."[22][23][24]
- Datata: 430

### Inscription 3
ႤႭႾႤႡႨႧႠ ႼႫႨႣႨႱႠ ႣႠ Ⴇ ႤჂႱႨႧႠ

ႸႬ ႠႬႲႭႬႨ ႠႡႠჂ ႣႠ ႨႭႱႨႠ ႫႭ

ႫႱႾႫႤႪႨ ႠႫႨႱ ႱႤႴႨႱႠჂ ႣႠ ႫႠ

ႫႠ ႣႤႣႠჂ ႨႭႱႨႠჂႱႨ ႠႫႤႬ»

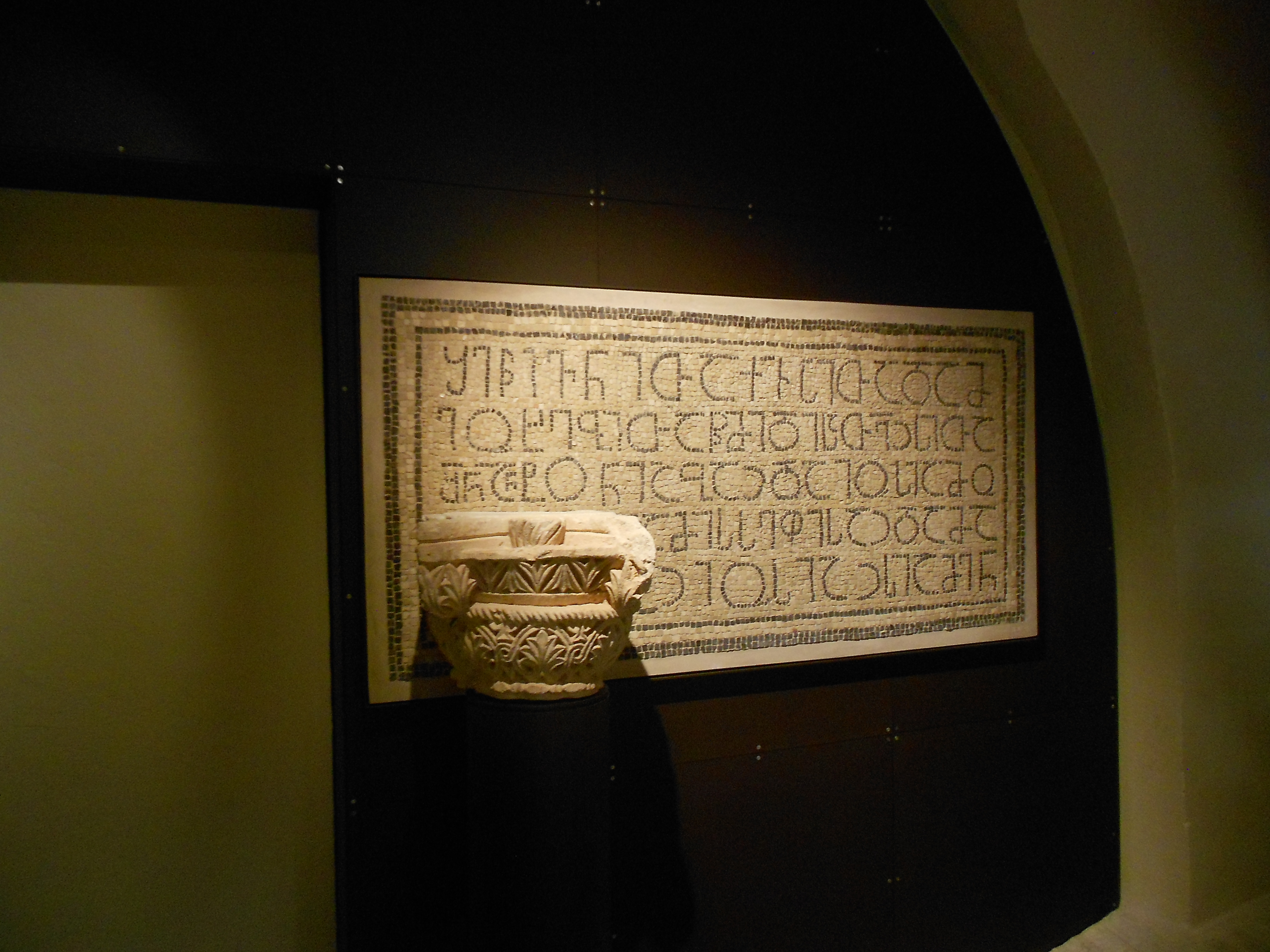
Iscrizione 3

- Traduzione: "Con l'aiuto di Gesù Cristo e di San Teodoro, Dio abbia misericordia di Abba Antonio e Giosia, di questo mosaico e del padre e della madre di Iosia, Amen."[25][26][27]
- Datato: 532